# أوليفر كرومويل

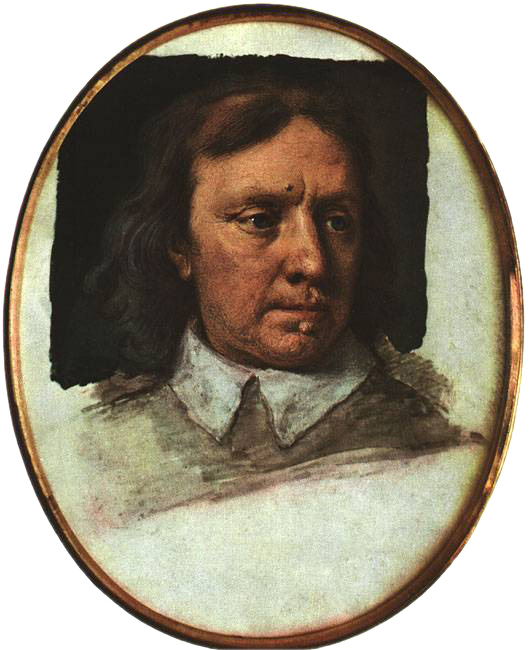
أوليفر كرومويل

أوليفر كرومويل (بالإنجليزية: Oliver Cromwell)‏ (25 ابريل 1599 - 3 سبتمبر 1658) قائد عسكري وسياسي إنجليزي، اعتبره نقاده أحد القادة الديكتاتوريين، جعل إنجلترا جمهورية وقاد كومنولث إنجلترا، ويُعرف بأنه هزم الملكيين في الحرب الأهلية الإنجليزية (1639-1653)، وكان من أبرز المدافعين عن إعدام تشارلز الأول في يناير 1649، مما أدى إلى إنشاء الكومنولث وحكم بصفته اللورد الحامي من ديسمبر 1653، وهو المنصب الذي احتفظ به حتى وفاته.
ولد كرومويل في صفوف طبقة النبلاء الوسطى، وبقي غامضًا نسبيًا لأول أربعين عامًا، وانزلق إلى مستوى الفلاح المزارع لعدد من السنين في 1630 قبل العودة إلى صفوف طبقة النبلاء بفضل الميراث من عمه. ديني تحويل التجربة خلال نفس العقد الذي أدى إلى أسلوب التحفظ والتزمت عقيده أساسية من حياته وافعاله. كرومويل كان عضوا منتخبا في البرلمان لكامبريدج. ودخل الحرب الأهلية الإنجليزية في وقت لاحق إلى جانب البرلمانيين. أدت انتصاراته العسكرية في أيرلندا وضد الاسكتلنديين في الفترة من 1649 إلى 1651 إلى ترسيخ هيمنة الكومنولث وكرومويل على النظام الجمهوري الجديد. وأصبح مستقلاً دينيًا في ثلاثينيات القرن السابع عشر، واعتقد بعد ذلك أن نجاحاته كانت نتيجة للعناية الإلهية.
ويُعتقد أن كرومويل عانى من الملاريا ومرض حصوات الكلى. في عام 1658، أصيب بنوبة مفاجئة من حمى الملاريا، ويُعتقد أنه رفض العلاج ، لأنه تم اكتشافه من قبل المبشرين اليسوعيين الكاثوليك. وتوفي عن عمر يناهز 59 عامًا في وايت هول في 3 سبتمبر 1658، وهو ذكرى انتصاراته العظيمة في دنبار وورسستر. كان السبب الأكثر احتمالاً للوفاة هو تسمم الدم بعد إصابته بالتهاب في المسالك البولية.
خلفه ابنه ريتشارد، الذي أدى ضعفه إلى فراغ في السلطة. وبلغ هذا ذروته في استعادة ستيوارت عام 1660، عندما عاد تشارلز الثاني إلى العرش، وبعد ذلك نُبشت جثة كرومويل في 30 يناير 1661 في كنيسة وستمنستر، وتم تعليق جثته بالسلاسل في تيبرن، ثم أُلقي بها في حفرة. وقطع رأسه وعرض على عمود خارج قاعة وستمنستر حيث بقيت لمدة 30 عاما، وأعيد دفنه في نهاية المطاف في كلية سيدني ساسكس، كامبريدج، في عام 1960.

## السنوات الأولى: 1599-1640
بقي عدد قليل نسبيا من المصادر عن الأربعين سنة الأولى من حياة كرومويل. ولد كرومويل في 25 نيسان / أبريل 1599 لاليزابيث وروبرت كرومويل. وينحدر من كاترين كرومويل (من مواليد حوالي 1482). الوضع الاجتماعي لأسرة كرومويل وقت ولادته كان منخفضاً نسبيا داخل طبقة النبلاء.

## الحرب الأهلية
اندلعت الحرب الأهلية بين أنصار الملك تشارلز الأول من جهة وجيش البرلمانيين والاسكتلنديين (حلفائهم الجدد) من جهة أخرى. في نفس السنة 1645 م منيت القوات الملكية بهزيمة في نيزبي. وجد تشارلز نفسه معزولا فقام في العام التالي (1646 م) بتسليم نفسه للاسكتلنديين، والذي سلموه بدورهم إلى البرلمانيين.
استطاع تشارلز الأول الفرار سنة 1647 م، لتندلع الحرب الأهلية مرة ثانية، كان الملك قد أقام تحالفا جديدا مع الاسكتلنديين، في مقابل إعطائهم بعض الحريات الدينية، إلا أن قائد الثوار أوليفر كرومول استطاع أن يحسم الموقف بصورة نهائية هذه المرة عام 1648 م. قام الأخير بعقد جلسة خاصة للبرلمان، بعد أن تم انتقاء أعضائه من بين أنصار الثوريين، أصدر حكم بإعدام الملك، لتضرب عنقه في وايتهل، بالقرب من وستمنستر عام 1649 م.

## كومنولث إنجلترا
أسس أوليفر كرومويل (1599 – 1658 م) في شهر أيار من العام 1653 كومنولث إنجلترا الحر وترأسه، وما لبث أن هزم الملكيين الثاثرين والقوات الإيرلندية. بعد ذلك تم تعيين كرومويل في كانون الأول عام 1653 م حامياً للوردية الإنكليزية والاسكوتلندية والأيرلندية

## الأنغليكانية
في عهد جيمس الأول وتشارلز الأول، انتهت الحرب الأهلية الإنكليزية وتولي أوليفر كرومويل الحكم، كان هناك تأرجح بالرأي بين فريقين: بعض المتعصبين دينياً الذين ناشدوا بإعادة تشكيل بعض المعتقدات الدينية، والفريق الآخر من الأشخاص المحافظين الذين فضلوا الحفاظ على التقاليد والعادات الدينية.
إن عدم قبول السياسيين والأكليريين «الكنسيين» بما ناشد به المتعصبون كان من أحد الأسباب لنشوب الحرب. حسب المقاييس العالمية، أن العنف لأسباب دينية لم يكن مرتفع لكن الإصابة شملت الملك تشارلز الأول ورئيس الأساقفة وليام لاود في كانتربري " Canterbury".
تحت محمية كومون ويلث انكلترا "the Protectorate of the Commonwealth of England " من 1649 إلى 1660، لم يٌعترف بالكنيسة الأنغليكانية، أٌلحقت المشايخ الكنسية بالنظام الأسقفي، وقد تم استبدال بنود القانون باعتراف من الوزارة الغربية، وقد تم إبدال كتاب الصلوات الاعتيادي عن طريق قسم العبادة. بالرغم من ذلك ربع الكهنة الإنكليز رفضوا الموافقة.
وبعد عودة الملك تشارلز الثاني، عادت الأنغليكانية أيضاً إلى عهد مشابه كثيرا لما كانت عليه أيام الحكم الإليزابثي. أن أحد الاختلافات هو أن فكرة جمع الإنكليز كلهم لمنظمة دينية واحدة قد تم إلغائه. أن المواقع الدينية لإنكلترا وٌضعت على الشكل التالي: الكنيسة الانغليكانية في الوسط والكنيسة الكاثوليكية التي عارضت مؤسسي الأنغليكانية وبسبب صعوبة دمج الاثنين اضطرت إلى أن تٌكمل مسيرتها خارج الكنيسة الوطنية بدلا من السيطرة عليها. العهد الاليزابثي فشل في مصالحة جميع الأطراف في انكلترا وترك الناس الذين في الجزر الإنكليزية. مع ذلك فإن الأنغليكانية منتشرة الآن في جميع أنحاء العالم وان انتشارها كان مخالف لجميع التوقعات في القرن 16 و17.

## أسلوب كرومويل العسكري
كرومويل على العكس من فيرفاكس، لم يخضع لتدريب عسكري رسمي في التكتيكات العسكرية، واتبع الممارسة الشائعة المتمثلة في نشر سلاح الفرسان في ثلاث رتب والضغط إلى الأمام، معتمدا على تأثيرالصدام بدلاً من القوة النارية، كانت نقاط قوته تكمن في قدرته الفطرية على قيادة وتدريب رجاله وسلطته الأخلاقية، في حرب خاضها في الغالب هواة، كانت نقاط القوة هذه مهمة ومن المحتمل أنها ساهمت في انضباط سلاح الفرسان.
قدم كرومويل تشكيل سلاح الفرسان عن كثب، مع الجنود يركبون قرب بعضهم البعض، كان هذا ابتكارًا في إنجلترا في ذلك الوقت، وكان عاملاً رئيسيًا في نجاحه
, لقد أبقى قواته قريبة من بعضها البعض خلف المناوشات التي تفوقوا فيها بدلاً من السماح لهم بمطاردة العدو خارج ساحة المعركة، وقد سهل هذا المزيد من الالتحامات في وقت قصير، مما سمح بحدة أكبر ورد فعل سريع على تطورات الأوضاع في المعركة، كان هذا النمط من القيادة حاسمًا في كل من معركة Marstonو Moor وNaseby.

## روابط خارجية
- أوليفر كرومويل على موقع الموسوعة البريطانية (الإنجليزية)
- أوليفر كرومويل على موقع ميوزك برينز (الإنجليزية)
- أوليفر كرومويل على موقع إن إن دي بي (الإنجليزية)